# Гамільтон Тауншип (округ Мерсер, Нью-Джерсі)
Гамільтон Тауншип (англ. Hamilton Township) — селище (англ. township) в США, в окрузі Мерсер штату Нью-Джерсі. Населення — 92 297 осіб (2020).

### Клімат
| Клімат : Гамільтон Тауншип   | Клімат : Гамільтон Тауншип | Клімат : Гамільтон Тауншип | Клімат : Гамільтон Тауншип | Клімат : Гамільтон Тауншип | Клімат : Гамільтон Тауншип | Клімат : Гамільтон Тауншип | Клімат : Гамільтон Тауншип | Клімат : Гамільтон Тауншип | Клімат : Гамільтон Тауншип | Клімат : Гамільтон Тауншип | Клімат : Гамільтон Тауншип | Клімат : Гамільтон Тауншип | Клімат : Гамільтон Тауншип |
| Показник                     | Січ.                       | Лют.                       | Бер.                       | Квіт.                      | Трав.                      | Черв.                      | Лип.                       | Серп.                      | Вер.                       | Жовт.                      | Лист.                      | Груд.                      | Рік                        |
| Середній максимум, °C        | 4,5                        | 6,3                        | 10,8                       | 17,5                       | 22,7                       | 27,9                       | 30,3                       | 29,3                       | 25,4                       | 19,2                       | 13,2                       | 7,1                        | 17,9                       |
| Середня температура, °C      | −0,1                       | 1,4                        | 5,4                        | 11,3                       | 16,5                       | 21,8                       | 24,4                       | 23,5                       | 19,5                       | 13,2                       | 7,9                        | 2,5                        | 12,3                       |
| Середній мінімум, °C         | −4,7                       | −3,6                       | 0,1                        | 5,2                        | 10,3                       | 15,7                       | 18,5                       | 17,7                       | 13,6                       | 7,1                        | 2,6                        | −2,1                       | 6,8                        |
| Норма опадів, мм             | 89                         | 70                         | 109                        | 101                        | 103                        | 110                        | 133                        | 106                        | 110                        | 94                         | 90                         | 102                        | 1216                       |
| Вологість повітря, %         | 65.4                       | 62.2                       | 58.0                       | 57.4                       | 62.3                       | 66.1                       | 66.4                       | 69.1                       | 70.0                       | 69.0                       | 67.4                       | 67.1                       | 65.1                       |
| ---------------------------- | -------------------------- | -------------------------- | -------------------------- | -------------------------- | -------------------------- | -------------------------- | -------------------------- | -------------------------- | -------------------------- | -------------------------- | -------------------------- | -------------------------- | -------------------------- |
| Джерело: PRISM Climate Group |                            |                            |                            |                            |                            |                            |                            |                            |                            |                            |                            |                            |                            |

## Демографія
Згідно з переписом 2010 року, у селищі мешкали 88 464 особи в 34 534 домогосподарствах у складі 23 755 родин. Було 36170 помешкань
Расовий склад населення:
| - 78,4 % — білих - 11,8 % — чорних або афроамериканців - 3,3 % — азіатів - 0,2 % — корінних американців - 0,1 % — вихідців з тихоокеанських островів - 4,3 % — осіб інших рас |

До двох чи більше рас належало 2,0 %. Частка іспаномовних становила 10,9 % від усіх жителів.
За віковим діапазоном населення розподілялося таким чином: 21,2 % — особи молодші 18 років, 63,0 % — особи у віці 18—64 років, 15,8 % — особи у віці 65 років та старші. Медіана віку мешканця становила 41,8 року. На 100 осіб жіночої статі у селищі припадало 91,8 чоловіків; на 100 жінок у віці від 18 років та старших — 88,6 чоловіків також старших 18 років.
Середній дохід на одне домашнє господарство становив 85 147 доларів США (медіана — 70 996), а середній дохід на одну сім'ю — 101 485 доларів (медіана — 91 568). Медіана доходів становила 57 858 доларів для чоловіків та 50 063 долари для жінок. За межею бідності перебувало 7,0 % осіб, у тому числі 12,1 % дітей у віці до 18 років та 4,8 % осіб у віці 65 років та старших.
Цивільне працевлаштоване населення становило 45 612 особи. Основні галузі зайнятості: освіта, охорона здоров'я та соціальна допомога — 23,6 %, публічна адміністрація — 11,3 %, роздрібна торгівля — 11,2 %.